# Кожуховський міст
Кожуховський міст (рос. Кожуховский мост) — автодорожній міст через Кожуховський рукав річки Москви, що сполучає Южнопортовий район з Нагатінською заплавою. Траса проходить по частині території Нагатінської заплави, перетинає Москву-ріку, проходить в створі 2-го Южнопортового проїзду і примикає до 1-го Южнопортового проїзду. Кожуховський міст частина нової шестисмуговій магістралі, по якій можна потрапити з південного сходу столиці до парку «Острів мрії» в Нагатінській заплаві і півострову «ЗІЛ» на півдні міста. Відкрито 25 грудня 2019.
Генеральним підрядником і технічним замовником об'єкта виступає АТ «Мосінжпроект».

## Конструкція
Міст складається з двох типів прогонових конструкцій: сталезалізобетонних і металевих. Основний металевий проліт розиашовано над Кожуховським затоном. На ньому облаштовані три смуги руху у кожному напрямку. Повна довжина шляхопроводу становить 777 метрів.
Особливість конструкції — дві руслові опори, високі фундаменти на пальовій базі, розташовані над водою.